# Palácio da Instrução
Palácio da Instrução é um bem tombado localizado no município de Cuiabá, no Mato Grosso.
A instituição foi inaugurada em 15 de agosto de 1914, no governo de Joaquim Augusto da Costa Marques. O terreno tinha uma área de 4.757 m² onde funcionava um quartel em ruínas. Foram construidas 27 salas designadas às atividades escolares, quatro gabinetes, sanitários, vestíbulo, dois pátios internos e um salão nobre. Conta com 1.286 m² de área construída em cada andar, totalizando 2.572m². Em seu projeto original, o prédio recebeu, inicialmente, duas instituições públicas de ensino, sendo o piso superior dedicado à Escola Normal Pedro Celestino; ao passo que no piso térreo foi instalada a Escola Modelo Barão de Melgaço. Posteriormente abrigou a Escola Liceu Cuiabano.
A partir de outubro de 1971, o palácio abrigou as sedes das Secretarias Estaduais de Segurança Pública de Interior. Em 1975, recebeu a Biblioteca Pública Estadual Estevão de Mendonça, tal qual os museus de História, História Natural e Antropologia, a Pinacoteca e o Atelier Livre de Arte do Estado do Mato Grosso.
O edifício foi revitalizado e reinaugurado no dia 6 de dezembro de 2004, em trabalho efetuado em parceria com a iniciativa privada. Desde 2015, o piso superior do Palácio passou receber grandes exposições, bem como a “31.ª Bienal de São Paulo – Itinerância Cuiabá,” a “Mostra Irigaray: Arte Cidade” e o “Salão Jovem Arte.”
Sua localização exata é na Rua Antônio Maria, n.º 251, Praça da República, ao lado da Igreja Matriz, no Centro Histórico de Cuiabá.
Foi tombado como patrimônio histórico e artístico estadual em 1983.